# Salo
Salo è una città finlandese di 50933 abitanti, situata nella regione del Varsinais-Suomi.
La città di Salo si trova tra la capitale finlandese Helsinki e la città di Turku. La breve distanza che divide Salo da queste due città rende la regione di Salo un'area in continua crescita. Anche l'agricoltura gioca un ruolo importante per l'economia della città. È la città che ha dato i natali a Sauli Niinistö, l'ex presidente della Finlandia. 

## Economia
Nella città aveva sede la nota industria elettronica finlandese Salora, poi confluita in Nokia, oltre che la Benefon.